# 100 Shooters
100 Shooters è un singolo del rapper statunitense Future, pubblicato il 12 luglio 2019 come primo estratto dell'ottavo album in studio High Off Life. Il brano gode della partecipazione dei rapper Meek Mill e Doe Boy.

## Composizione
100 Shooters è descritto come un brano trap hardcore, nel quale i tre artisti si vantano delle loro origini criminali e mettono in guardia gli avversari delle loro gang.